# Calogero Rizzuto
Calogero Rizzuto (* 5. Januar 1992 in Saarbrücken) ist ein deutsch-italienischer Fußballspieler. Er steht beim 1. FC Saarbrücken unter Vertrag. Meist wird er als rechter Außenverteidiger eingesetzt.

## Karriere

### 1. FC Kaiserslautern II
Vor seinem Aufstieg in die zweite Mannschaft des 1. FC Kaiserslautern zur Saison 2011/12 durchlief Calogero Rizzuto die Jugendabteilungen der Lauterer. Sein Debüt für die Reserve in der Regionalliga West absolvierte er am 6. August 2011. Bei der 0:2-Niederlage gegen die Reserve von Borussia Dortmund wurde Rizutto von Trainer Alois Schwartz in der 66. Minute für Benjamin Himmel eingewechselt.
Durch die Reform der Regionalliga spielte sein Team ab der Saison 2012/13 in der neuen Regionalliga Südwest. Sein Debüt in der neuen Liga absolvierte Calogero Rizutto am 5. August 2012 beim 3:0-Sieg gegen die Reserve vom FSV Frankfurt. Beim torlosen Unentschieden gegen den SC Pfullendorf am 4. Mai 2016 absolvierte er sein 50. Ligaspiel für die Reserve der Lauterner. Am 30. August 2014 absolvierte er sein 50. Spiel in der Regionalliga Südwest beim 4:0-Sieg gegen den SVN Zweibrücken.

### FC Erzgebirge Aue
Zur Saison 2015/16 wechselte Calogero Rizzuto ablösefrei zum damaligen Zweitliga-Absteiger FC Erzgebirge Aue und erhielt dort einen Vertrag über zwei Jahre. Sein Debüt für die Auer in der 3. Liga und damit sein Profidebüt gab er am 25. Juli 2016 beim torlosen Unentschieden gegen den VfL Osnabrück. Mit seiner neuen Mannschaft konnte Rizutto gleich in der ersten Saison den zweiten Platz in der Liga erreichen und damit den Aufstieg in die 2. Bundesliga feiern. Zudem gewann er mit den FC Erzgebirge Aue den Sachsenpokal mit einem 1:0-Sieg gegen den FSV Zwickau, bei welchem er nicht eingesetzt wurde.
Am 7. August 2016, dem ersten Spieltag der Saison 2016/17, gab Rizutto bei der 0:1-Niederlage gegen den 1. FC Heidenheim sein Debüt in der 2. Bundesliga. Sein erstes Zweitligator erzielte er am 5. April 2017 im Stadion An der Alten Försterei, mit dem er Aues 1:0-Auswärtssieg beim 1. FC Union Berlin besiegelte.
Nach absolvierten 182 Pflichtspielen verließ der langjährige Stammspieler nach Ablauf der Saison 2020/21 die Veilchen.

### Hansa Rostock
Ausgestattet mit einem Ein-Jahres-Vertrag schloss sich Rizutto im Sommer 2021 dem Zweitligaaufsteiger Hansa Rostock an und wechselte somit ligaintern an die Ostseeküste. Unter Hansa-Trainer Jens Härtel gab er am 24. Juli 2021, dem 1. Spieltag der Saison 2021/22, im heimischen Ostseestadion gegen den Karlsruher SC sein Startelfdebüt und musste zu Saisonbeginn eine 1:3-Niederlage hinnehmen. Nachdem am 2. Spieltag ein 3:0-Auswärtssieg bei Hannover 96 gelang, Rizzuto spielte über die volle Distanz, fuhr die Mannschaft in der 1. Hauptrunde des DFB-Pokals 2021/22 gegen den Ligakonkurrenten 1. FC Heidenheim einen 3:2-Sieg nach Verlängerung ein. Ihm gelang hierbei in der 94. Spielminute, nachdem Kevin Schumacher zunächst mit dem linken Außenrist den Pfosten traf, im Nachschuss das Tor zur zwischenzeitlichen 2:1-Führung – sein erster Treffer nach viereinhalb Jahren und erstes, letztlich auch einziges, Tor für die Mecklenburger. Nachdem er mit der Mannschaft auch in Runde 2 gegen Jahn Regensburg (7:5 nach Elfmeterschießen) siegreich war, traf man im Achtelfinale auf den Bundesligisten RB Leipzig und verlor 0:2 gegen den späteren Pokalsieger. Bis zum Ende der Spielzeit kam er in Rostock auf 28 Zweitliga-Spiele und schaffte mit dem Team vorzeitig das gesteckte Ziel Klassenerhalt. Hierbei stand er beim  ersten Sieg der Ostseestädter in Sachsen bei Dynamo seit 1983, im Prestigeduell gegen den FC St. Pauli (1:0) und beim spektakulären 4:3-Auswärtssieg gegen den kommenden Aufsteiger Schalke 04 auf dem Platz.

### 1. FC Saarbrücken
Nachdem sein Vertrag im Sommer 2022 ausgelaufen war, schloss er sich im September 2022 seinem ehemaligen Jugendverein 1. FC Saarbrücken in der 3. Liga an.

## Erfolge
- Aufstieg in die 2. Bundesliga: 2016 (Erzgebirge Aue)
- Gewinner des Sachsenpokals: 2016 (Erzgebirge Aue)